# Karl Del'Haye
Karl Del'Haye   (Aquisgrà, 18 d'agost de 1955), dit Kalle, és un exfutbolista alemany que jugava com a lateral.